# Cheakamus Lake
Cheakamus Lake är en sjö i Kanada.   Den ligger i provinsen British Columbia, i den sydvästra delen av landet, 3 500 km väster om huvudstaden Ottawa. Cheakamus Lake ligger 835 meter över havet. Arean är 5,7 kvadratkilometer. Den sträcker sig 4,2 kilometer i nord-sydlig riktning, och 4,7 kilometer i öst-västlig riktning.
I omgivningarna runt Cheakamus Lake växer i huvudsak barrskog. Trakten runt Cheakamus Lake är nära nog obefolkad, med mindre än två invånare per kvadratkilometer.